# Étui à cigarettes
Pour les articles homonymes, voir étui et cigarette.

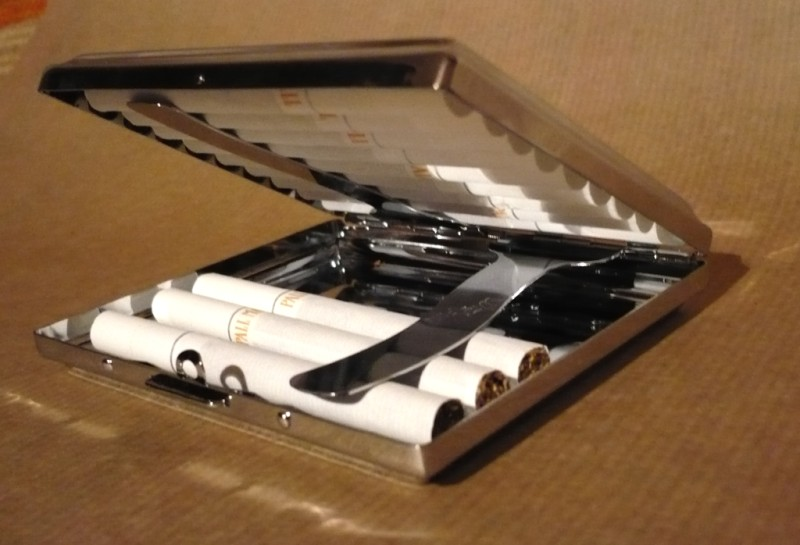
Étui à cigarettes en aluminium

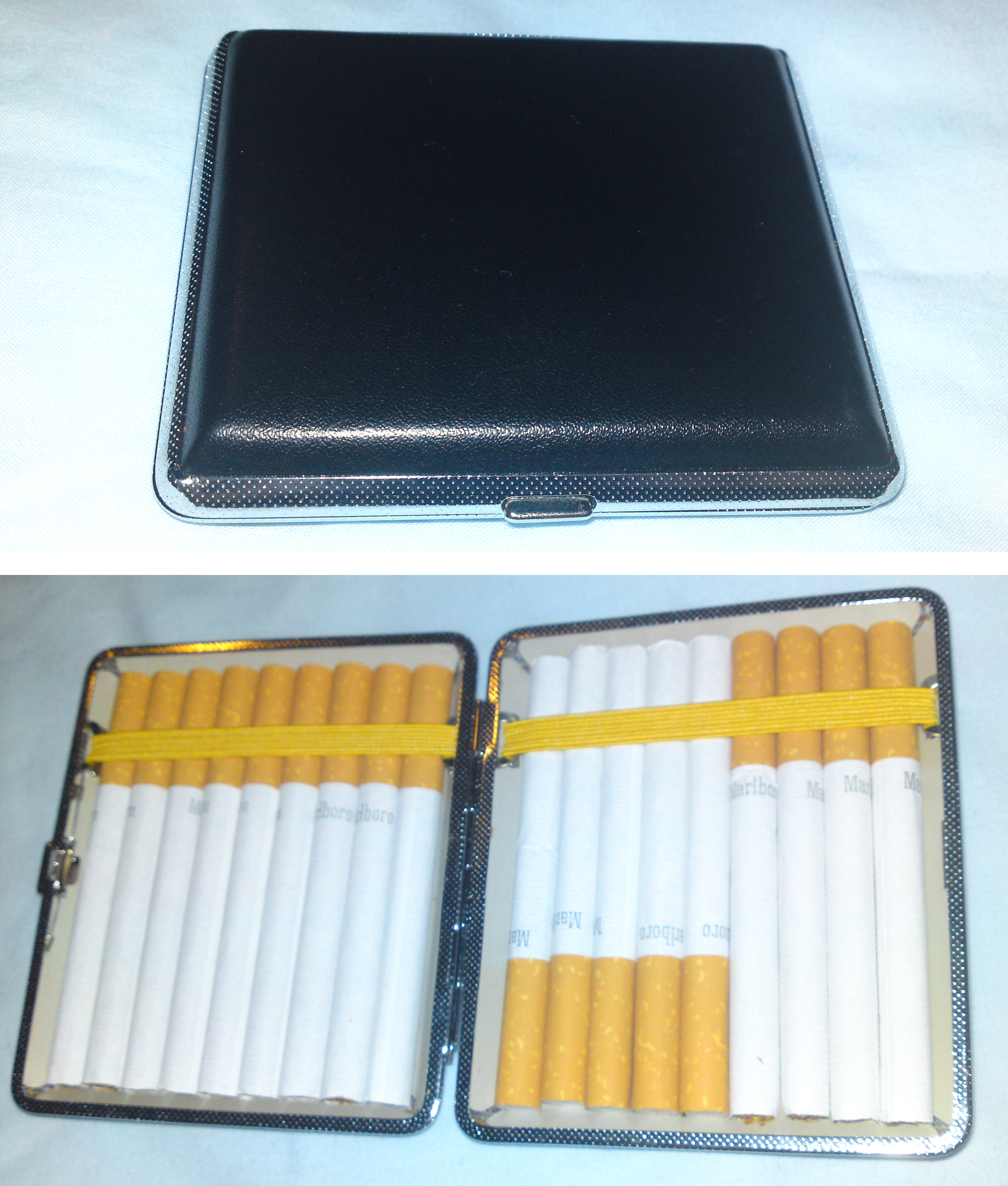
Un étui à cigarettes recouvert de cuir noir dont l'intérieur est rempli de cigarettes.

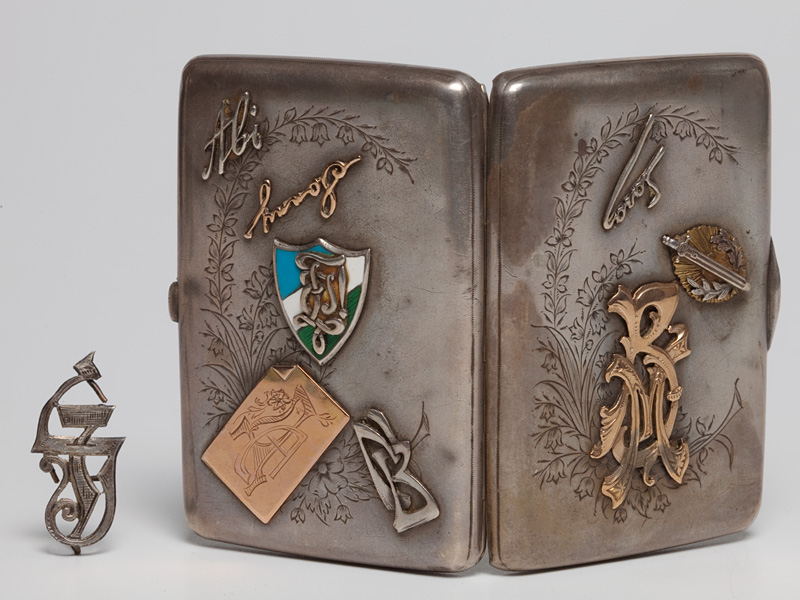
Étui à cigarettes inscrite avec symboles d’une Studentenverbindung sioniste, dans la collection du musée juif de Suisse.

Un étui à cigarettes est un contenant solide utilisé pour stocker un petit nombre de cigarettes et éviter qu'elles ne soient écrasées. Un étui à cigarettes typique est une boîte plate (généralement en métal) qui s'ouvre symétriquement en deux moitiés. Chaque moitié stocke une rangée de cigarettes, qui sont souvent maintenues en place par un ressort ou une sangle élastique. Certains étuis à cigarettes sont simplement des étuis robustes utilisés pour stocker des paquets de cigarettes standard.

## Types et utilisations
De nos jours, tous les étuis à cigarettes ne sont pas en métal, certains sont également en plastique. D'autres sont livrés avec des fonctionnalités supplémentaires, telles que des briquets ou des cendriers intégrés. 
Aux États-Unis, dans les années 1920 et 1930, des boîtes à cigarettes typiques contenaient 50 cigarettes. Pour cette raison, ils étaient parfois appelés sous le surnom de « flat fifties ».  

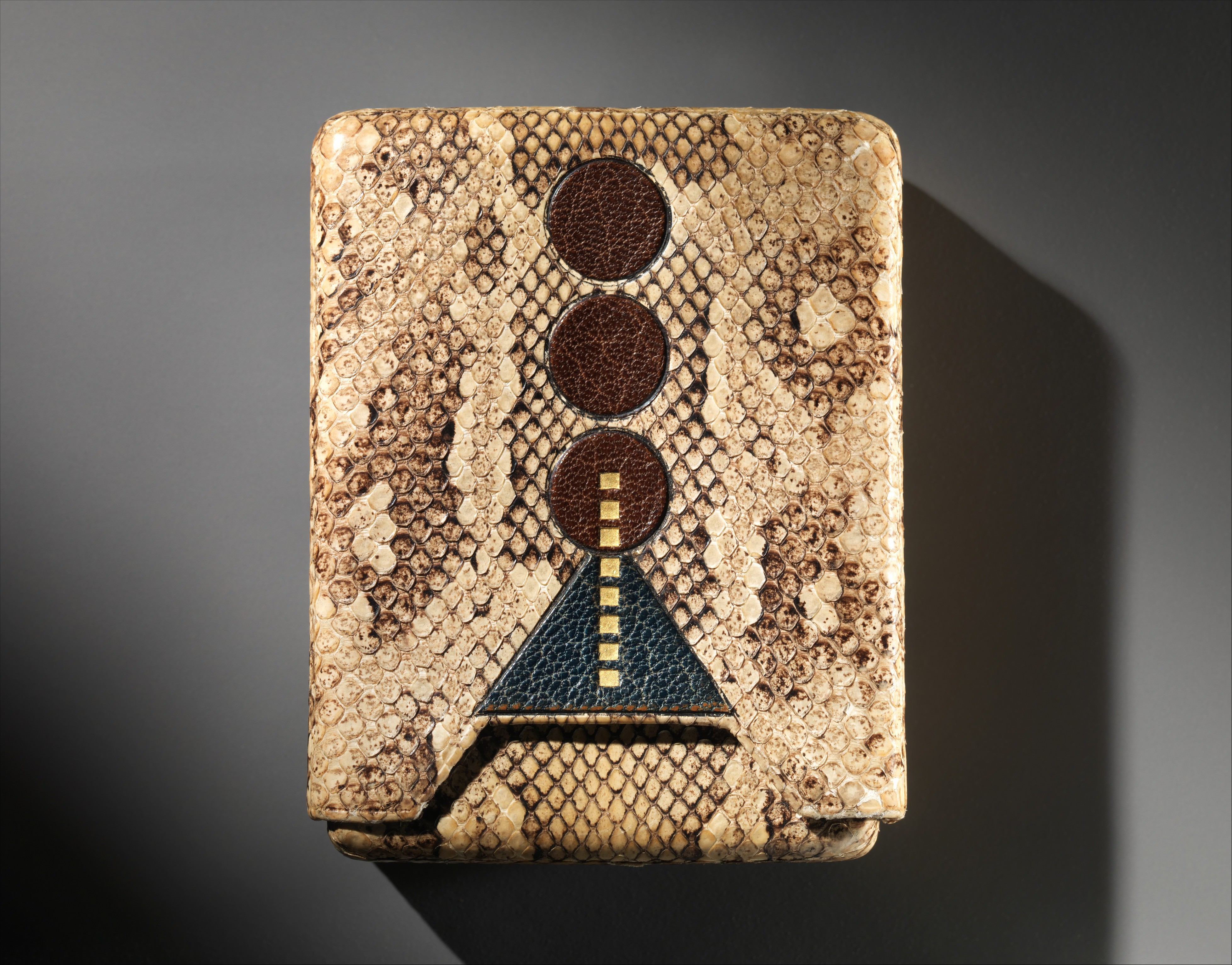
Étui à cigarettes en peau de serpent conçu par Pierre Legrain, vers 1925

Les étuis à cigarettes sont des accessoires de mode dans la culture du tabagisme. À ce titre, ils peuvent être en métaux précieux, ornés de gravures artistiques, de monogrammes et de bijoux. Peter Carl Fabergé, bien que plus célèbre pour ses œufs Fabergé, a également fabriqué de magnifiques boîtes d'or et de gemmes pour la famille du Tsar. Certains (par exemple celui appartenant à Danielle Steel) auraient une valeur allant jusqu'à 25 000 dollars,.  
Les étuis à cigarettes sont aussi des objets de collection.
Durant les deux guerres mondiales, les étuis à cigarettes étaient populaires auprès des soldats, et de nombreux vétérans de la Première Guerre mondiale et de la Seconde Guerre mondiale (par exemple, James Doohan) ont déclaré que les étuis à cigarettes leur avaient sauvé la vie en arrêtant les balles. 